# 尼各老一世
聖尼各老一世（拉丁語：Sanctus Nicholaus PP. I）於858年4月24日至867年11月13日岀任教宗。尼各老一世宣稱教宗在有關信仰和道德的領域對所有的基督徒（甚至涵括皇室成員）應該擁有宗主權的權威。此為教宗地位及權勢立下堅固的基礎。

## 生平
尼古拉斯出生於羅馬一個顯赫的家庭，受過良好的教育。他以虔誠、仁慈、能力、知識和口才而著稱，他很早就開始為教會服務。教宗思齊二世（844-847）任命他為副執事，教宗良四世（847-855）為執事。
858年4月7日，教宗本篤三世去世後，路易二世來到羅馬，並且影響了教宗選舉。4月24日，尼古拉斯被選為教宗，在聖伯多祿大殿在路易皇帝的見證下被祝聖並登基。三天后，尼古拉為皇帝舉行了告別宴會，隨後在羅馬貴族的陪同下，在城前的營地中拜訪了他，路易二世與教宗會面並牽馬公同走了一段距離。
對於被阿拔斯帝國和北歐維京人入侵所困擾的精神疲憊和政治不穩定的西歐，教宗尼古拉斯似乎是羅馬在教會中的首要地位的盡職盡責的代表。他對自己的使命充滿了崇高的觀念，即為基督教道德辯護和捍衛天主的律法。他與路易二世和馬其頓王朝巴西尔一世的軍隊的合作暫時阻止了穆斯林在意大利南部的進攻。他還加強了奧斯汀防禦工事，以抵禦未來的穆斯林襲擊。

## 婚姻法
尼古拉斯在其他方面表現出同樣的熱情，以維持教會紀律，特別是在婚姻法方面。
他先後干涉了加洛林王朝秃头查理及洛泰尔二世（Lothair II）的婚姻問題，要求他們斷絕與情婦之間的關係，否則將會堆他們的情人實施絕罰，秃头查理在860年，驅逐他的情人並且禁止她參與主教會議，然而洛泰尔二世無視了教宗驅逐瓦爾德拉達的命令，並且拒絕參加863年的主教會議，對此，教宗將此事提交給他自己的法庭。科隆的君特和特里爾的蒂特高兩位大主教，傳聞都是瓦爾德拉達的親戚，作為代表來到羅馬，並在863年10月拉特蘭主教會議前被傳喚，當時教宗譴責並廢黜了他們以及拉文納的約翰和貝加莫的哈加諾的合法性。
路易二世接手了被罷免的主教的事業，而洛泰尔二世則率軍進攻羅馬並包圍了這座城市，因此教宗被禁錮在聖伯多祿大殿兩天，沒有食物。然而尼古拉斯並沒有動搖他的決心。在恩格爾貝加安排與教宗和解後，路易二世從羅馬撤退，並命令特里爾和科隆的前大主教返回家園。尼古拉斯從未停止努力使洛泰尔二世和他的妻子和解，並驅逐瓦爾德拉達的情願。

## 斯堪的納維亞基督教化
尼古拉斯鼓勵教會的傳教活動。他批准了不萊梅教廷和漢堡教廷的聯合，並向不萊梅主教座堂的大主教及其繼任者確認了教宗駐丹麥、瑞典和斯拉夫人的辦公室。在許多其他的教會事務上，他發出了信件和決定，並對那些玩忽職守的主教採取了積極的措施。
864年，教宗尼古拉一世給丹麥國王霍里克二世寫了一封信。但在854年災難發生後的幾年內，史冊上並沒有提及這位丹麥國王的名字。

## 譯名列表
- ：天主教香港教區禮儀委員會：禧年專頁 （页面存档备份，存于）
- 尼古拉：《大英簡明百科知識庫》2005年版[永久]、《世界人名翻譯大辭典》1993年版作尼古拉。